# Двинское сельское поселение (Холмогорский район)
Двинское сельское поселение или муниципальное образование «Двинское» — упразднённое муниципальное образование со статусом сельского поселения в Холмогорском муниципальном районе Архангельской области России.
Соответствует административно-территориальной единице в Холмогорском районе — Двинскому сельсовету.
Административный центр — посёлок Двинской.

## География
Сельское поселение находится на юге Холмогорского района, на правом берегу Северной Двины. На территории муниципального образования находится множество крупных и небольших озёр. Крупнейшее озеро в поселении — Ковозеро. По территории муниципального образования, помимо Северной Двины, протекают реки Ухваж, Кова, Большая Конокса и менее крупные реки. Территория Двинского сельского поселения постепенно поднимается с запада на восток. Самая низкая точка муниципального образования — берег Северной Двины у посёлка Двинского, самая высокая точка — на востоке, в бассейне реки Ухваж, левого притока Пиньгиши. У деревни Липовик находится Звозский гипсовый карьер.

## История
Муниципальное образование было образовано в 2006 году.

## Население
| 2010 | 2011  | 2012  | 2013  | 2014  | 2015  |
| ---- | ----- | ----- | ----- | ----- | ----- |
| 1130 | ↘1124 | ↘1086 | ↘1067 | ↘1046 | ↘1019 |
| 2016 | 2017  | 2018  | 2019  | 2020  | 2021  |
| ↘972 | ↘922  | ↘891  | ↘855  | ↘834  | ↘708  |

## Состав поселения
В состав сельского поселения входят:
- Двинской
- Липовик